# 4, 5 and 6
| Recensione | Giudizio |
| ---------- | -------- |
| AllMusic   | [ 1 ]    |

4, 5 and 6 è un album di Jackie McLean, pubblicato dalla Prestige Records nel novembre del 1956.
In quest'album l'altosassofonista registrò i vari brani in (come si evince dal titolo dell'album) quartetto, quintetto e sestetto, i membri fissi della formazione, oltre al McLean, è presente la parte ritmica composta dal contrabbassista Doug Watkins e dal batterista Art Taylor, completata dal pianista Mal Waldron a questa base fissa si aggiunge come quintetto il trombettista Donald Byrd e nella formazione a sei il tenorsassofonista Hank Mobley, il culmine artistico dell'album viene toccato nella versione (eseguita in sestetto) dello standard Confirmation a firma Charlie Parker.

## Tracce
Lato A
1. Sentimental Journey – 9:57 (Ben Homer, Bud Green, Les Brown) – Registrato il 13 luglio 1956 al Van Gelder Studio di Hackensack, New Jersey
2. Why Was I Born? – 5:13 (Jerome Kern, Oscar Hammerstein II) – Registrato il 13 luglio 1956 al Van Gelder Studio di Hackensack, New Jersey
3. Contour – 4:58 (Kenny Drew) – Registrato il 13 luglio 1956 al Van Gelder Studio di Hackensack, New Jersey

Durata totale: 20:08
Lato B
1. Confirmation – 11:25 (Charlie Parker) – Registrato il 20 luglio 1956 al Van Gelder Studio di Hackensack, New Jersey
2. When I Fall in Love – 5:32 (Edward Heyman, Victor Young) – Registrato il 20 luglio 1956 al Van Gelder Studio di Hackensack, New Jersey
3. Abstaraction – 8:00 (Mal Waldron) – Registrato il 20 luglio 1956 al Van Gelder Studio di Hackensack, New Jersey

Durata totale: 24:57

## Musicisti
Sentimental Journey / Why Was I Born? / Contour
- Jackie McLean - sassofono alto
- Donald Byrd - tromba (brano: Contour)
- Mal Waldron - pianoforte
- Doug Watkins - contrabbasso
- Art Taylor - batteria

Confirmation / When I Fall in Love / Abstaraction
- Jackie McLean - sassofono alto
- Donald Byrd - tromba (brani: Confirmation e Abstaraction)
- Hank Mobley - sassofono tenore (brano: Confirmation)
- Mal Waldron - pianoforte
- Doug Watkins - contrabbasso
- Art Taylor - batteria